# PT Sans
Il PT Sans è un font sans-serif per l'alfabeto cirillico progettato da Aleksandra Korolkova, Olga Umpelova, Vladimir Yefimov e prodotto a partire dal 2009.

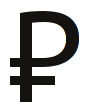

## Sistemi operativi
PT Sans è disponibile per il sistema Fedora Linux dal febbraio 2010, per Gentoo Linux a partire da gennaio 2011 e per OS X Lion.